# (10932) Rebentrost
(10932) Rebentrost est un astéroïde de la ceinture principale.

## Description
(10932) Rebentrost est un astéroïde de la ceinture principale. Il fut découvert le 18 février 1998 à Drebach par Gerhard Lehmann. Il présente une orbite caractérisée par un demi-grand axe de 2,43 UA, une excentricité de 0,16 et une inclinaison de 12,7° par rapport à l'écliptique.

## Compléments